# Vörösbabkrém
A vörösbabkrém, más néven azukibabkrém egy sötétvörös, édes babkrém, amelyet az ázsiai konyhában használnak, bár Japánban inkább csak édességként, illetve édességek töltelékeként. A babkrém az azuki (小豆) nevű apró szemű vörösbabból készül (nem összetévesztendő azzal a vörösbabbal, amelyre elsőként gondolnánk, ez egy kifejezetten aprócska babfajta). Elkészítése: az előzőleg beáztatott babszemeket forralt vízbe teszik, majd ahogy fő, pépesítik, mézzel vagy cukorral ízesítik ízlés szerint. Ha a masszát átszűrik egy szitán, akkor homogénebb, lágyabb massza nyerhető, hiszen a babhéj így kikerül belőle.

## Típusai
Az anko az édessége alapján sorolható kategóriákba. A japán konyhában a legelterjedtebb típusai:
- Cubuan (粒餡), a bab egészében van vízben felforralva és cukorral ízesítve, nem pépesítik, így viszonylag egyben maradnak a babszemek
- Cubusian (潰し餡), forralás után pépesítik a babot
- Kosian (漉し餡), szitán átszűrik a babot, így babhéj nélküli a massza; ez a legelterjedtebb típus
- Szarasian (晒し餡), amelyet kiszárítanak, majd azután vízzel készítik el

A kínai konyhában a legelterjedtebb típusai: 
- Pépesített: az azukibabszemeket vízben forralják, cukrot adnak hozzá, majd pépesítik. A massza apróra tört babhéjakat tartalmaz. A kívánt állagtól függően a bab lehet nagyon, illetve kevésbé pépesített. Néhány ép babszemet is hozzáadhatnak a babmasszához kiegészítőként. Ez a legnépszerűbb és legelterjedtebb fajtája Kínában az édességként fogyasztott vörösbabkrémnek. Magában, de édes levesek mellé is fogyasztják.
- Sima: az azukibabszemeket vízben forralják, cukor nélkül, pépesítik, majd  tovább hígítják. A kapott masszát egy szitán átszűrik, így babhéj nélküli híg masszát nyernek, amelyet pamutkarton segítségével szárazra csavarnak. Habár a száraz massza közvetlenül édesíthető, olajjal vagy zsiradékkal szokták sütni, így javítva állagát. Azért is szokták sütni, mert evéskor kellemesebb érzetet ad az ember szájában a lágyabb állag. Ezt a típusú fajtáját általában kínai édességek töltelékeként szokták használni.

## Etimológia
A japán nyelvben sokféleképpen utalhatnak a vörösbabkrémre, ezekben sokszor benne van az an (餡), anko (餡子) vagy ogura (小倉) szó. Leszűkítve, az an szócska szinte bármiféle édességre, ehető, pépesített masszára használható, amely nem feltétlenül vörösbabból (azukiból) készül. Elterjedt alternatívái a szónak még a siroan (白餡), amely fehérbabból készül (japánul a siro fehéret jelent), illetve a kurian (栗餡), amely gesztenyéből készül (a kuri gesztenyét jelent). 
Hasonlóan, a kínai nyelvben dòu shā (豆沙) a megfelelő szó rá, amely az adalékanyagok nélküli vörösbabkrémre utal. Habár a hóngdòu shā (紅豆沙) szó kifejezetten a vörösbabkrémet jelenti. 

## Felhasználása

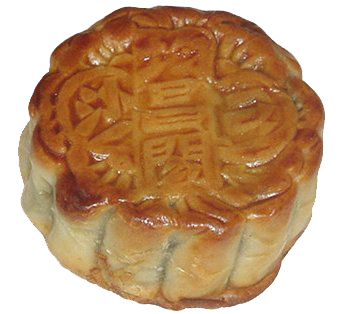
Kínai holdtorta

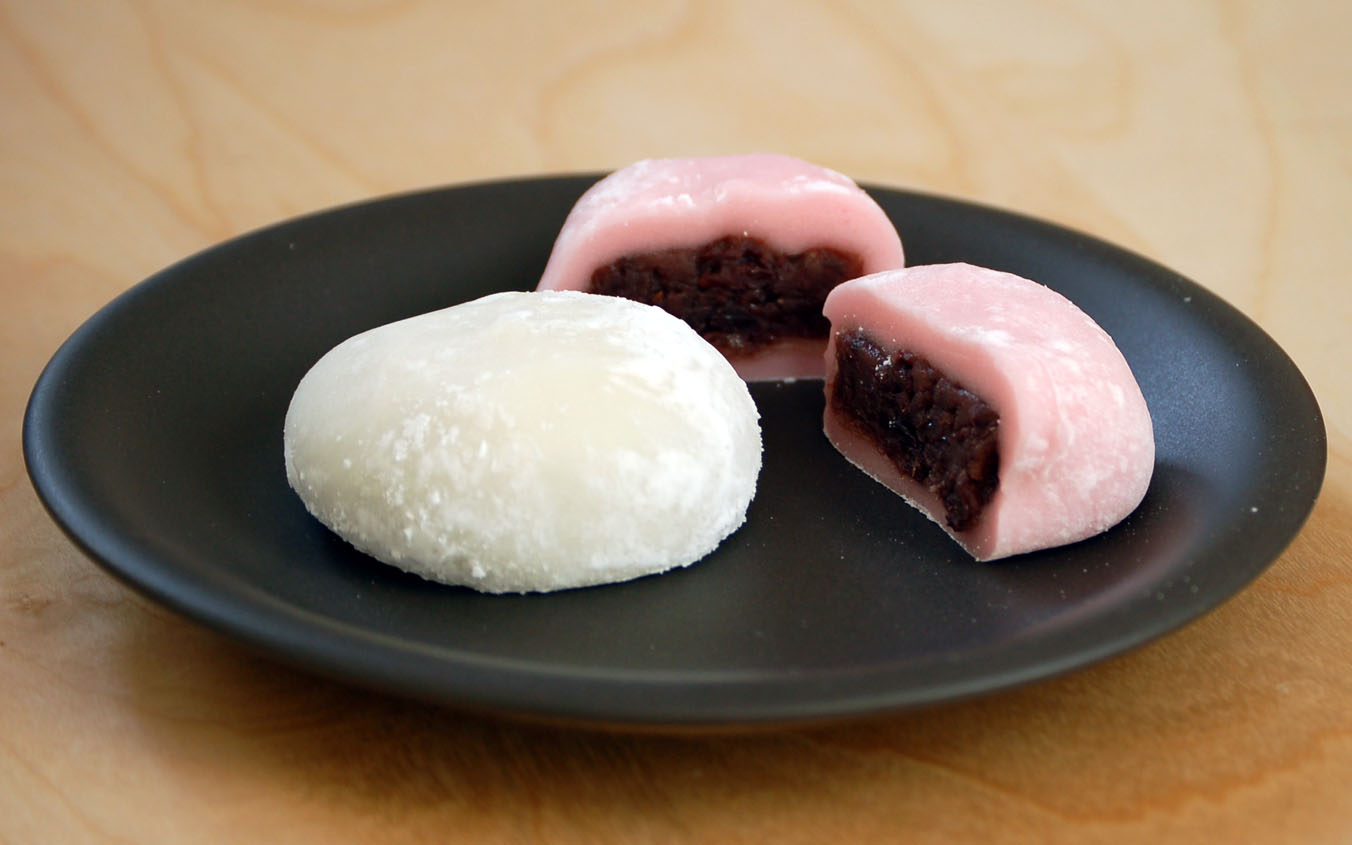
Daifuku vörösbabkrémmel töltve

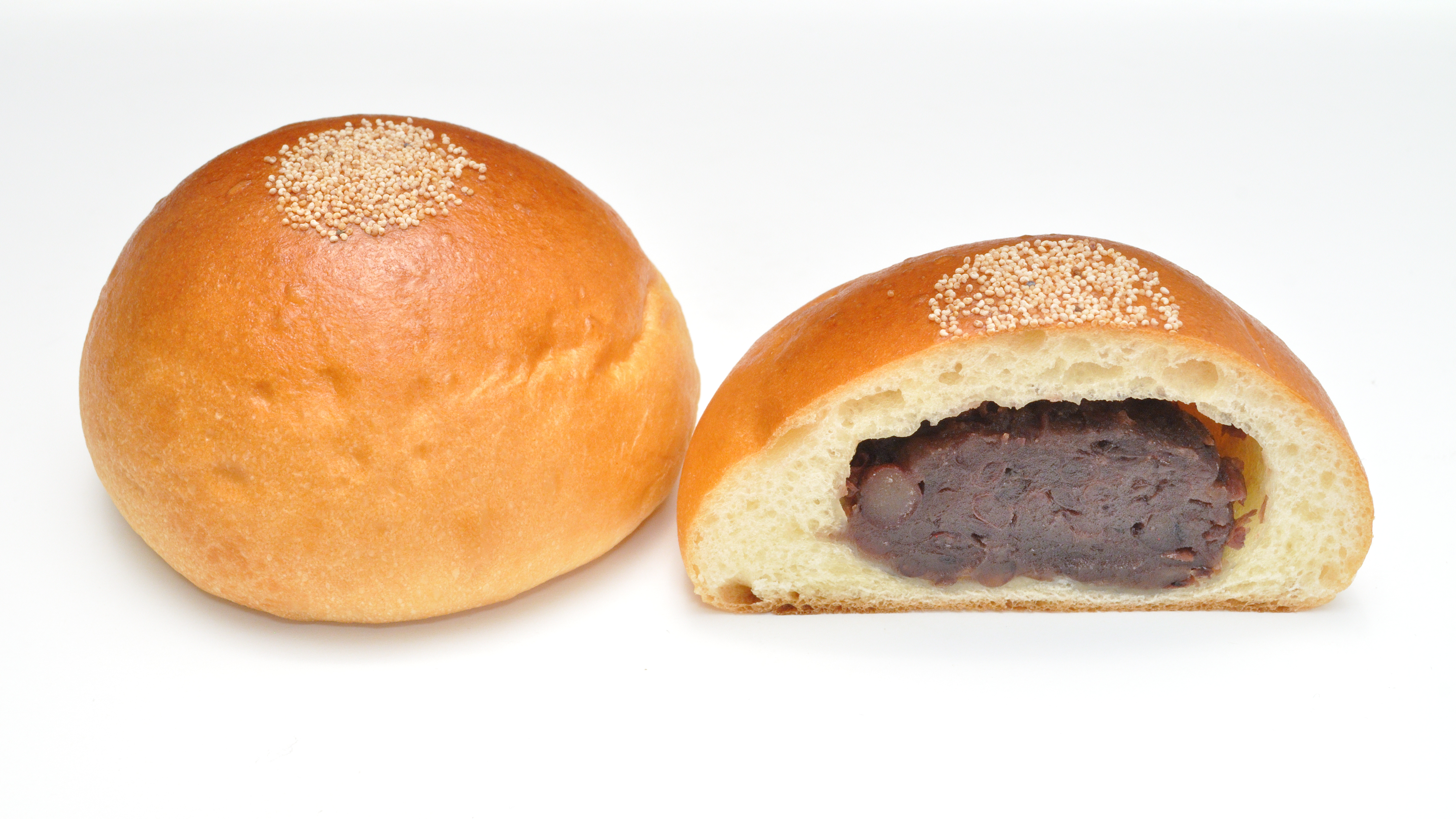
Japán anpan

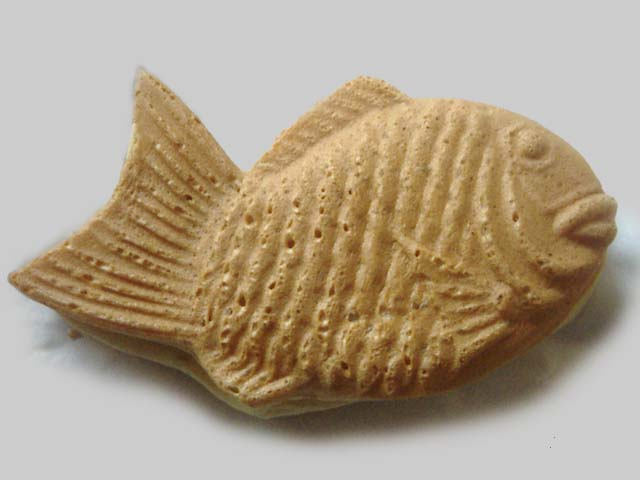
Japán taijaki

### Japán konyha
A vörösbabkrémet számos japán édességben használják:
- Anmicu, egy édesség, amely tartalmaz vörösbabkrémet, valamint vörös algából készült zselatin kockákat, gyümölcsdarabkákkal, öntettel tálalva
- Anpan, édestészta babkrémmel töltve
- Daifuku, kis kerek rizslepény, a belsejében vörösbabkrémmel töltve
- Dango, gombóc, amely rizslisztből készül, a tetején vörösbabkrémmel megkenve
- Dorajaki, két kicsit palacsintaszerű piskótalap, amely vörösbabkrémmel van összeragasztva
- Mandzsú, gőzölt torta, amely vörösbabkrémmel van töltve
- Siruko, más néven zenzai, azukibableves, általában rizstortával szervírozva
- Taijaki, hal alakú sütemény vörösbabkrémmel töltve
- Jókan, vastag zselés desszert, amely vörösbabkrémből, vörös algából készült zseléből, illetve cukorból készül

### Kínai konyha
A vörösbabkrémet sokféle ételben használják a kínai konyhában: 
- A vörösbabkrémet sokféle ételben használják a kínai konyhában:
- Vörösbab leves (紅豆湯/紅豆沙; pinyin: hóng dòu tāng / hóng dòu shā): A vörösbabkrémhez több vizet adnak, hogy tong sui keletkezzen, egy sűrű, édes leves. Gyakorta lótuszmaggal főzik, fogyasztják. Ez a fogás szinte mindig desszert.
- Tangyuan (湯圓, pinyin: tāng yúan): ragacsos rizsgolyó édes töltelékekkel töltve, mint amilyen a vörösbabkrém is; ezt sima vagy édesített vízben forralják tovább
- Zongzi (粽子; pinyin: zòng zi): ragacsos rizs vörösbabkrémmel, bambuszlevélbe csomagolva gőzölve vagy forralva. A rizst különlegesen készítik el, rendszerint sárgás színű benne.
- Holdtorta (月餅; yùe bĭng): sült édesség, amelynek vékony tésztája van. A töltet hagyományosan többféle töltelékből készül, például lótuszmag, vörösbabkrém. A töltelék állaga hasonló a sima vörösbabkrémhez.
- Bāozi (豆沙包; pinyin: dòu shā bāo): gőzölt kovászos kenyért, amelyet sokféle édes töltelékkel tölthetnek meg, például vörösbabkrémmel
- Jiān dui (煎堆): sült édesség, amely ragacsos rizsből készül, néha vörösbabkrémmel töltik meg
- Vörösbabkrémtorta (红豆糕; pinyin: hóng dòu gāo)
- Vörösbabkrém-palacsinta

### Koreai konyha

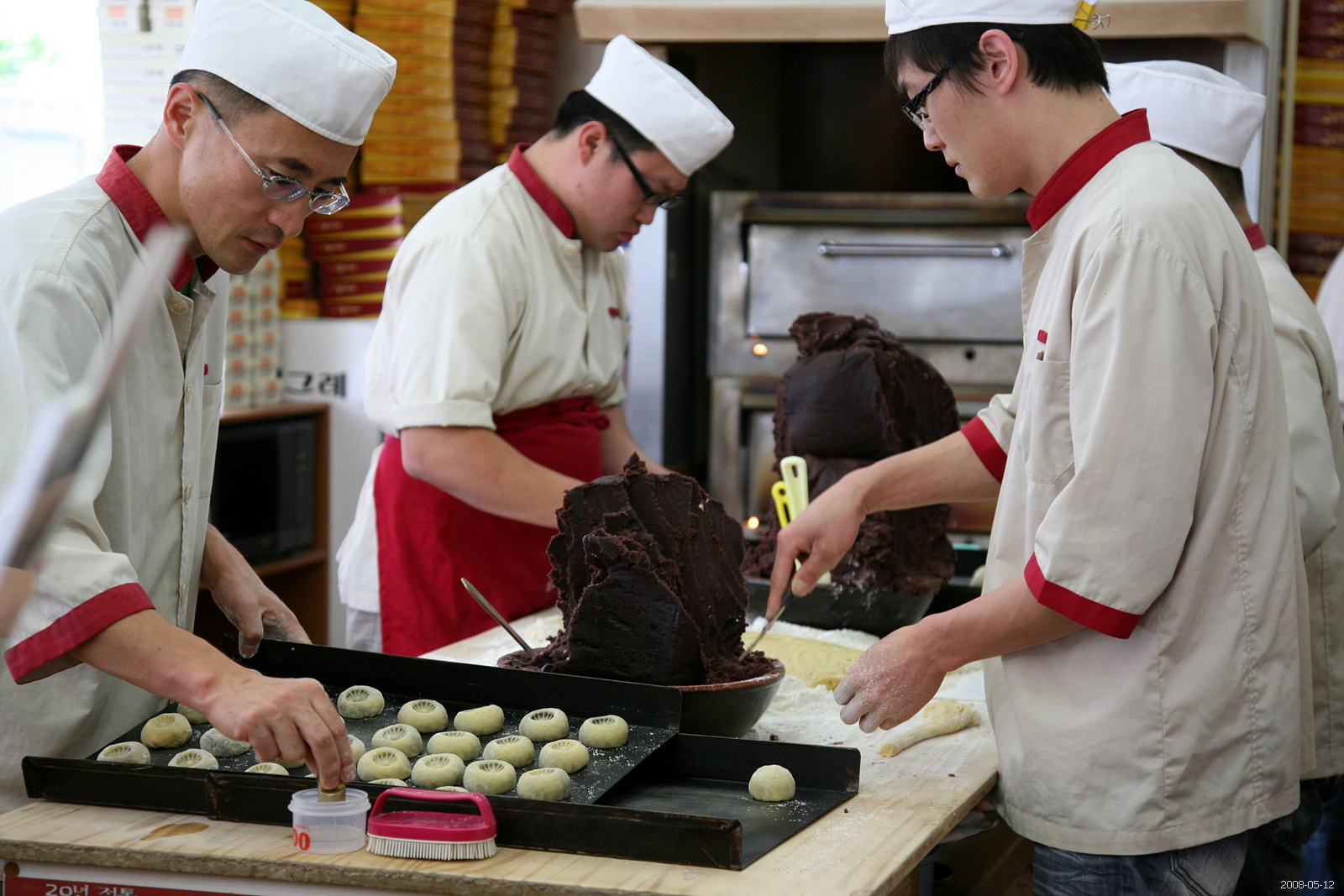
Gyeongju kenyér készítése vörösbabkrémmel

A koreai konyhában a vörösbabkrémet különböző édességekhez, csemegékhez, desszertekhez használják fel, mint: 
- Baram tteok
- Bungeoppang
- Chalboribbang, édes kis méretű palacsinta, amely ragacsos árpalisztből készítenek. Két palacsintarétegből áll, amelyet vörösbabkrémmel ragasztanak össze.
- Hobbang
- Gyeongju kenyér
- Patbingsu
- Patdanja (팥단자)
- Patjuk, vörösbabkása
- Patteok (팥떡)
- Patt sirutteok
- Songpyeon, a tteok (koreai rizstorta) egy változata

## Megjelenése a kultúrában
- A Naruto anime egyik karaktere Anko Mitarasi neve az ankóból ered, vörösbabkrémet jelent, valamint van egy olyan típusú dango, hogy mitarasi dango, amely történetesen a kedvenc étele a szereplőnek.
- Anpanman, a mesehős egy emberformájú anpan, aki vörösbabkrémmel van megtöltve.
- Nacume Szószeki Én egy macska vagyok c. regényében Prof. Sneeze függője a vörösbablekvárnak, amely felesége szerint az emésztési problémáinak, valamint a megengedhetetlen ételkiadásaiknak az oka.
- A Deadman Wonderland Siro nevű karaktere nagyon szereti a vörösbabkrémmel töltött aprósüteményeket. Az általa megszerzett pontokat általában rájuk is költi el.
- Dr. Andonuts karaktere a EarthBoundból már csak a neve miatt is valószínűleg szereti a vörösbabkrémmel töltött fánkokat.
- A Tamako Market animesorozat főszereplőjének, Kitasirakava Tamako fiatalabbik húgának neve Anko, ami vörösbabkrémet jelent.

## Fordítás
- Ez a szócikk részben vagy egészben  a   Red bean paste című angol Wikipédia-szócikk ezen változatának fordításán alapul.  Az eredeti cikk szerkesztőit annak laptörténete sorolja fel. Ez a jelzés csupán a megfogalmazás eredetét és a szerzői jogokat jelzi, nem szolgál a cikkben szereplő információk forrásmegjelöléseként.